# Gloucester Castle (1911)

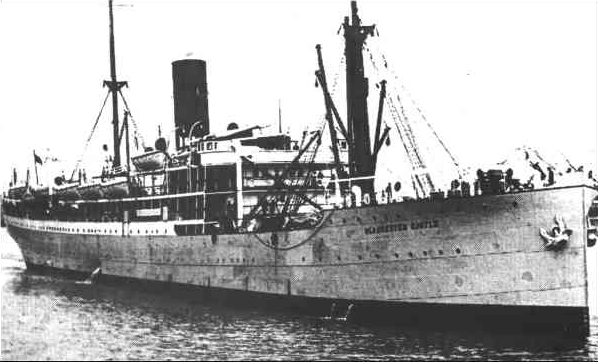
Gloucester Castle (1911)

Gloucester Castle a fost o navă de pasageri lasată pe apă în anul 1911 de firma britanică Union-Castle Line. Vaporul a fost folosit pentru transportul poștei și pasagerilor între Marea Britanie și Africa sudică. În primul război mondial a fost folosit pentru transportul sau tratarea răniților. În timpul celui de al doilea război mondial a fost folosit ca vapor de pasageri, până la data de 15 iulie 1942 când a fost scufundat în Atlanticul de Sud de crucișătorul german HSK Michel. Incidentul a cauzat moartea a 93 de persoane, cei 61 de supraviețuitori au ajuns în prizonierat japonez. Despre soarta spraviețuitorilor crezuți morți, s-a aflat numai după terminarea războiului.